# Pervomajskij rajon (Oblast' di Tambov)
Il Pervomaiskij rajon (in russo Первомайский район?) è un rajon dell'Oblast' di Tambov, nella Russia europea; il capoluogo è Pervomajskij. Istituito nel 1935, ricopre una superficie di 970 chilometri quadrati.